# Three Men and a Girl (film 1919)
Three Men and a Girl è un film muto del 1919 diretto da Marshall Neilan.

## Trama
La zia vorrebbe che Sylvia, rimasta orfana, si sposasse ma la ragazza rifiuta di fare qualsiasi promessa. Anzi, se ne va via per recarsi nella casa sul lago di suo padre. Qui, Sylvia trova sul desco tre cene pronte. Affamata, mangia qualcosa da tutte e tre. Poi, stanca, si addormenta.
Viene svegliata da tre uomini: sono i residenti della casa che hanno affittato dall'agente immobiliare. I tre, dopo aver subìto ognuno una cocente delusione amorosa, si sono rifugiati in campagna per leccarsi le ferite e ora provano avversione per qualsiasi donna. Nella casa giunge anche l'ex tata di Sylvia e le due donne decidono di andare a stare nella casa del custode.
Gli uomini, pian piano, cominciano a fare amicizia con Sylvia. Quando al lago arriva l'ex di Christopher, il più giovane dei tre misogini, la nuova venuta spaventa con la sua presenza l'uomo. Ma Sylvia riesce a mandarla via dichiarando di essere la nuova fidanzata di Christopher. I due giovani si rendono allora conto di amarsi sul serio e si dichiarano il loro amore mentre i compagni di Christopher fanno loro la serenata.

## Produzione
Il film fu prodotto dalla Famous Players-Lasky Corporation con il titolo di lavorazione The Three Bears. La produzione del film iniziò nel luglio 1918.

## Distribuzione
Distribuito dalla Paramount Pictures e dalla Famous Players-Lasky Corporation, il film - presentato da Adolph Zukor - uscì nelle sale cinematografiche statunitensi il 30 marzo 1919.